# Galeopsis tetrahit
Galéopside à tige carrée, Ortie royale
Espèce
Galeopsis tetrahit, connu en français sous le nom de Galéopside à tige carrée, d'Ortie épineuse ou d'Ortie royale, est une espèce de plantes à fleurs de la famille des Lamiaceae. C'est un plante herbacée trouvée en Europe.

## Description
Les tiges sont de sections carrées (caractère commun aux Lamiacées), hérissées de poils à pointe rouge.     
Les feuilles sont opposées, courtement pétiolées, au limbe gaufré, plus ou moins luisant dessus, de 2 à 10 cm de longueur, plus ou moins lancéolé ; marge dentée (presque crénelée) en dents de scie ; nervation arquée, saillant dessous. 
La floraison a lieu de juillet à septembre. Les fleurs sont zygomorphe, de couleur rosée à blanc, réparties en glomérules sessiles d'une dizaine de fleurs. La lèvre inférieure est trilobée, plus ou moins aplatie.

## Répartition et habitat
Galeopsis tetrahit se retrouve dans presque toute l'Europe, mais rare dans le Sud-est. C'est potentiellement une espèce invasive ailleurs dans le monde.
Cette plante pousse en lisières forestière et dans les clairières.

## Autres noms vernaculaires
Galéopside à tige carrée, Ortie royale, Ortie épineuse, Chanvre bâtard, Herbe de Hongrie.